# پسکوف‌اویا
پسکوف‌اویا (به انگلیسی: Pskovavia) یک شرکت هواپیمایی است که در تاریخ ۱۹۴۴ میلادی تأسیس شده است. دفتر مرکزی پسکوف‌اویا در پسکوف، روسیه واقع شده‌است و قطب این شرکت هواپیمایی در فرودگاه پسکوف قرار دارد و به ۲۲ مقصد، پرواز مستقیم انجام می‌دهد.